# E843
E843 eller Europaväg 843 är en europaväg som går mellan Bari och Taranto i sydöstra Italien. Längd 85 km.

## Sträckning
Bari - Taranto

## Standard
Vägen är motorväg (A14) hela sträckan, förutom en kort bit landsväg närmast Taranto. 

## Anslutningar till andra europavägar
- E55
- E90